# Carotte (couleur)
Pour les articles homonymes, voir Carotte (homonymie).

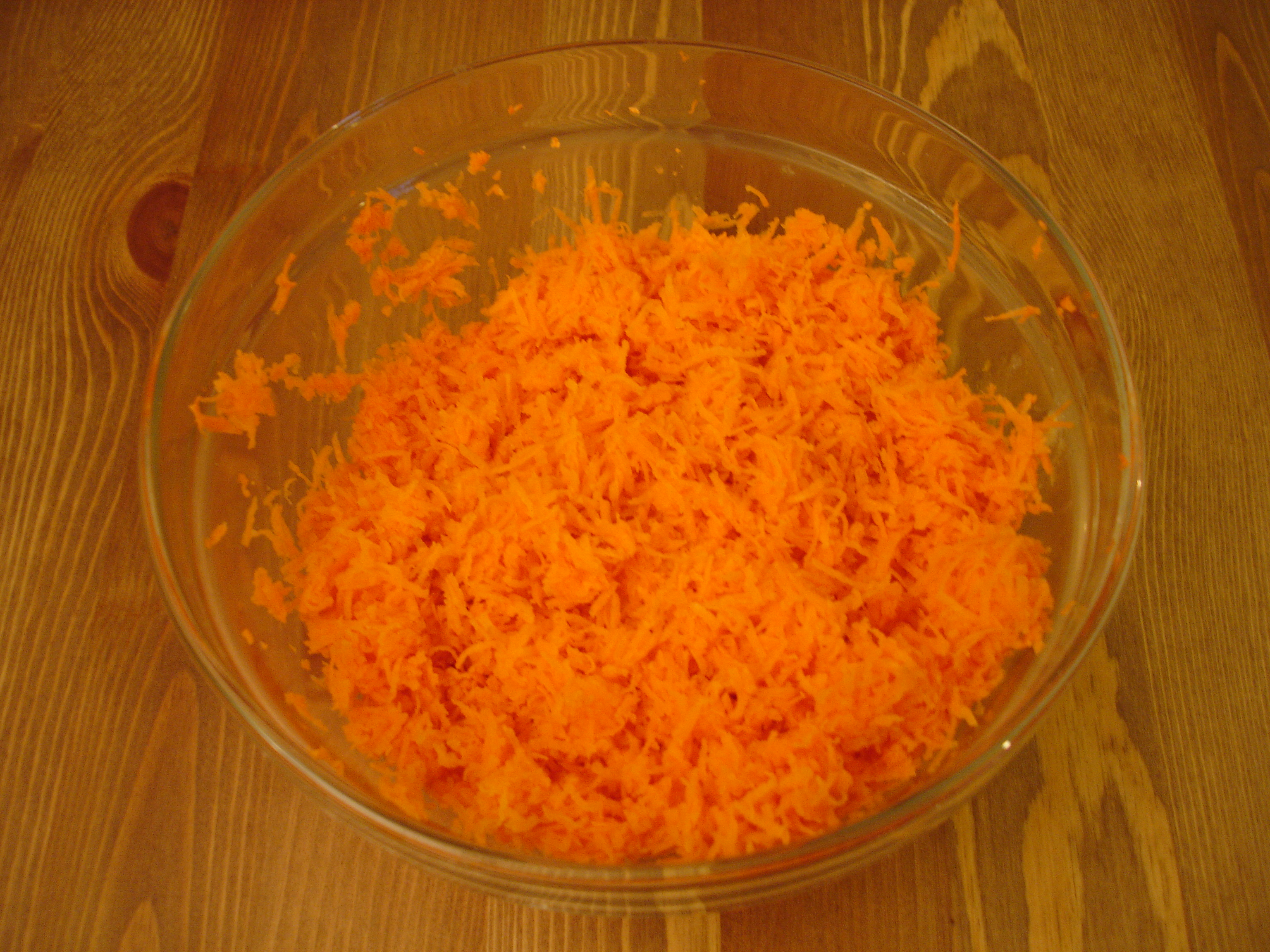
Carottes râpées.

Carotte est un nom de couleur qui désigne des « nuances de la carotte adulte et épluchée fraîche ».
L'important pigment naturel carotène colore la carotte, d'où son nom, et aussi d'autres racines comme la patate douce et des fruits comme la citrouille. C'est un précurseur de la vitamine A. Sa forme la plus répandue, le bêta-carotène, sert aussi comme colorant alimentaire (E160a).
Le nom de couleur carotte désigne aussi, avec une certaine fréquence, la couleur de cheveux d'un roux particulièrement éclatant.

## Histoire
Au XIXe siècle, Michel-Eugène Chevreul a entrepris de situer les couleurs les unes par rapport aux autres et par rapport aux raies de Fraunhofer. Parmi les « Noms de couleur le plus fréquemment usités dans la conversation et dans les livres », le Carotte se cote orangé 7 ton. Les couleurs carotte et abricot (un peu plus pâle, 6 ton) sont les exemples types de l'orangé (p. 138). Dans la section « noms vulgaires de diverses couleurs, et particulièrement des couleurs fixées aux étoffes par la teinture ou l'impression », la couleur carotte est plus foncée orangé 10 ton.
En 1905, le Répertoire de couleurs note que la couleur est identique à celle de la Laque capucine du marchand de couleurs Bourgeois (RC1).